# أدا أوزركان
أدا أوزركان (بالتركية: Eda Özerkan)‏ هي ممثلة تركية ولدت في يوم 11 مارس 1984 في مدينة أضنة، مثلت في عدة مسلسلات وأفلام أشهرها مسلسل العشق الممنوع في سنة 2008.

## روابط خارجية
- أدا أوزركان على موقع IMDb (الإنجليزية)
- أدا أوزركان على موقع ألو سيني (الفرنسية)
- أدا أوزركان على موقع قاعدة بيانات الفيلم (الإنجليزية)